# Турикум

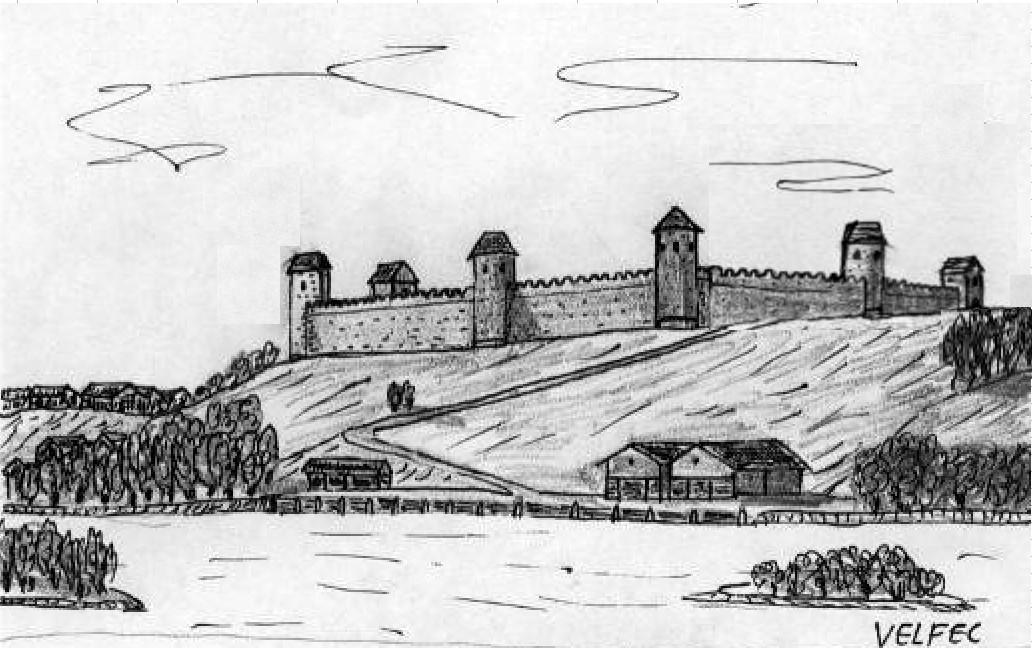
Реконструкция Турикума IV века

Турикум (лат. Turicum) — галло-римское укреплённое поселение.
Турикум был расположен на месте современного Старого Цюриха у подножия холма Линденхоф. Поселение располагалось в римской провинции Верхняя Германия недалеко от границ с провинцией Реция, это был пункт сбора налогов и пошлин для торговых перевозок по водному пути Валензе-Цюрихское озеро-Лиммат-Аре-Рейн. Гавань Турикума находилась в районе площади Вайнплатц и Ратушного моста.
Турикум не был первым поселением в этом месте. На берегах Лиммата и Цюрихского озера обнаружены остатки доисторических свайных поселений, возникших за несколько тысячелетий до нашей эры. Основание Турикума датируется 15 годом до нашей эры. Первоначально здания возводились в непосредственной близости от холма Линденхоф, позднее в отдалённых районах были основаны и Villa rustica. Территория Турикума была укреплена насыпями. Кроме торговли, водный путь через Турикум был важен и для римской армии.
В 70-75 гг на берегу реки Лиммат в районе Шипфе и Вайнплатца вырос портовый район, а территория поселения была расширена на правый берег, где были построены общественные здания из камня и мощёные дороги. Позже, при археологических раскопках были обнаружены остатки терм. Размеры самого поселения оцениваются в 500 на 200 м, остатки захоронений найдены в районе Гросмюнстера. Также предполагается, что в районе современного Мюнстербрюкке существовала переправа через реку, возможно, был построен мост. К югу от Линденхофа, на месте церкви Святого Петра, находился храм Юпитера. Христианство принесено в Турикум в конце III века, мучениками Феликсом и Регулой.
В годы правления римского императора Флавия Валентиниана (364—375) была построена крепость на вершине холма Линденхоф для защиты от нападения алеманнов с севера. Её площадь оценивается в 4500 м², на территории было построено 10 башен, стены достигали толщины два метра. Однако, римская армия покинула Турикум в 401 году. В V веке здесь поселились алеманны, смешавшись с остатками населения. 929 годом датируется первое упоминания города Цюриха. Цитадель была перестроена и укреплена Оттонами, но к 1218 году, когда Цюрих был объявлен имперским городом, она была уже разрушена.
Древнее название Turicum впервые обнаружено на надгробии ребёнка Луция Элия, сына местного должностного лица, которое было обнаружно на холме Линденхоф в 1747 году и датируется 185—200 гг нашей эры. Позже название поселения менялось до Turīcon, Ziuricho, Zürihc и, наконец, в Züri(ch).

## Галерея

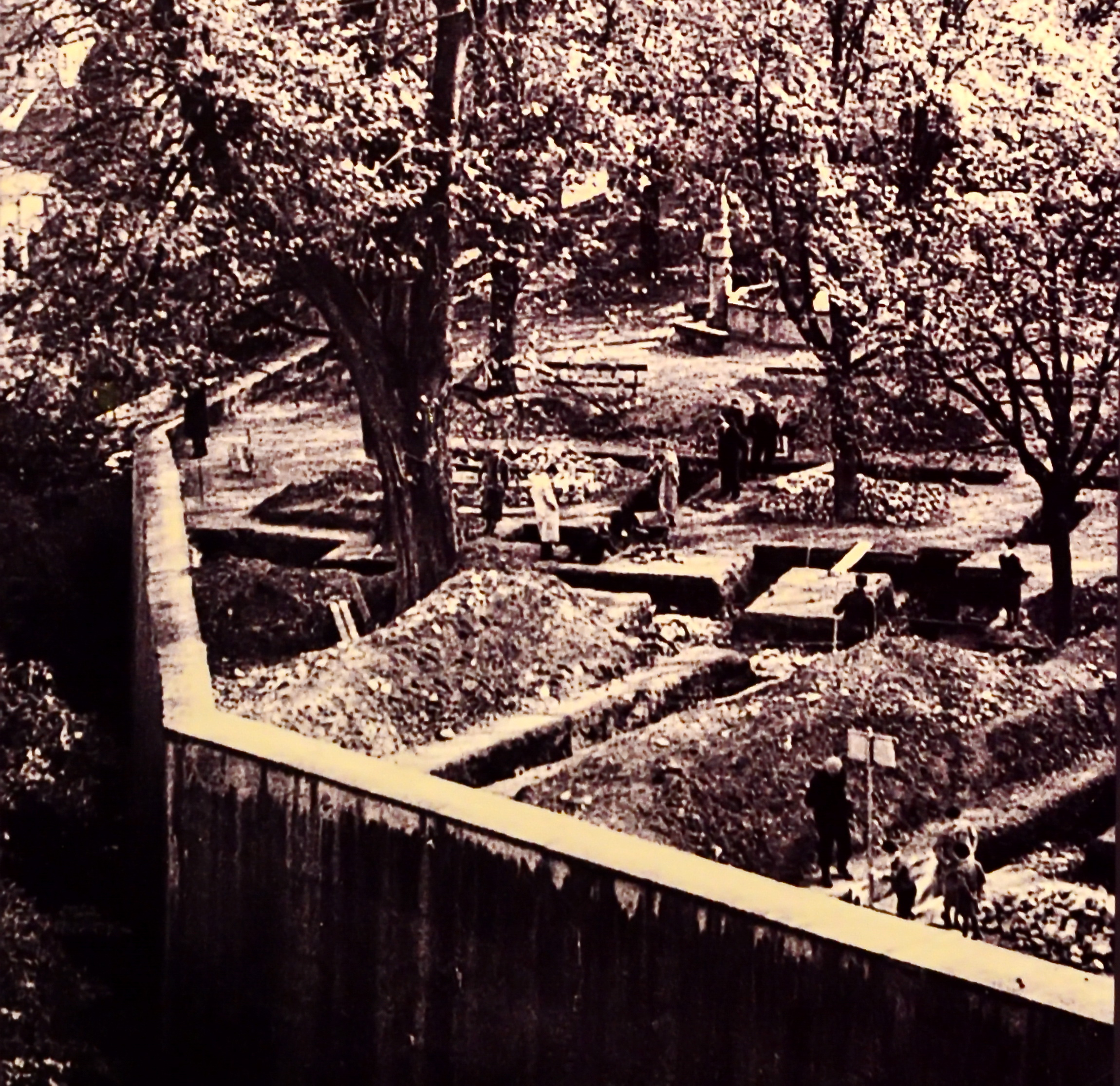
Раскопки на холме Линденхоф в 1937 году
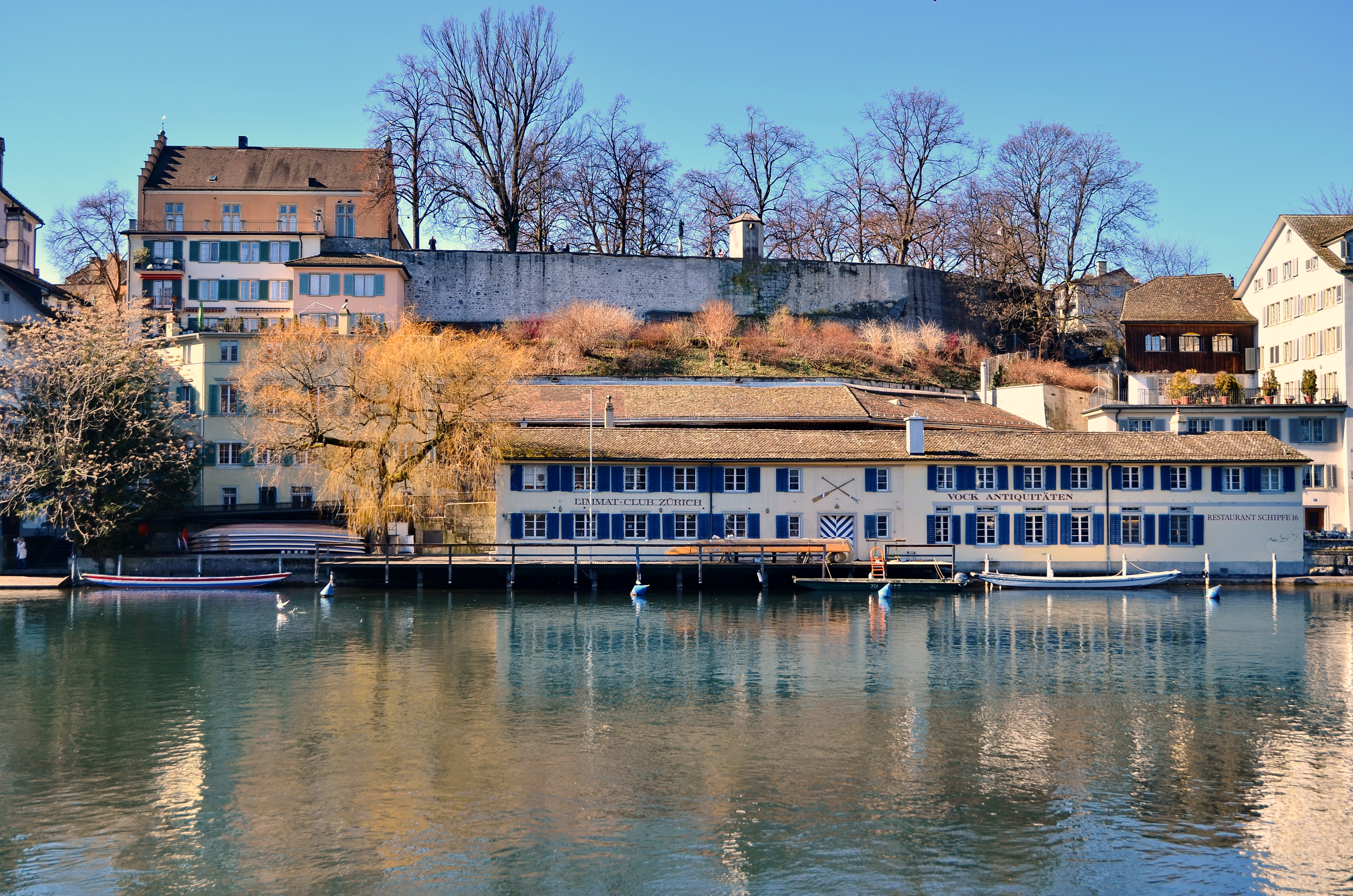
Холм Линденхоф в наше время
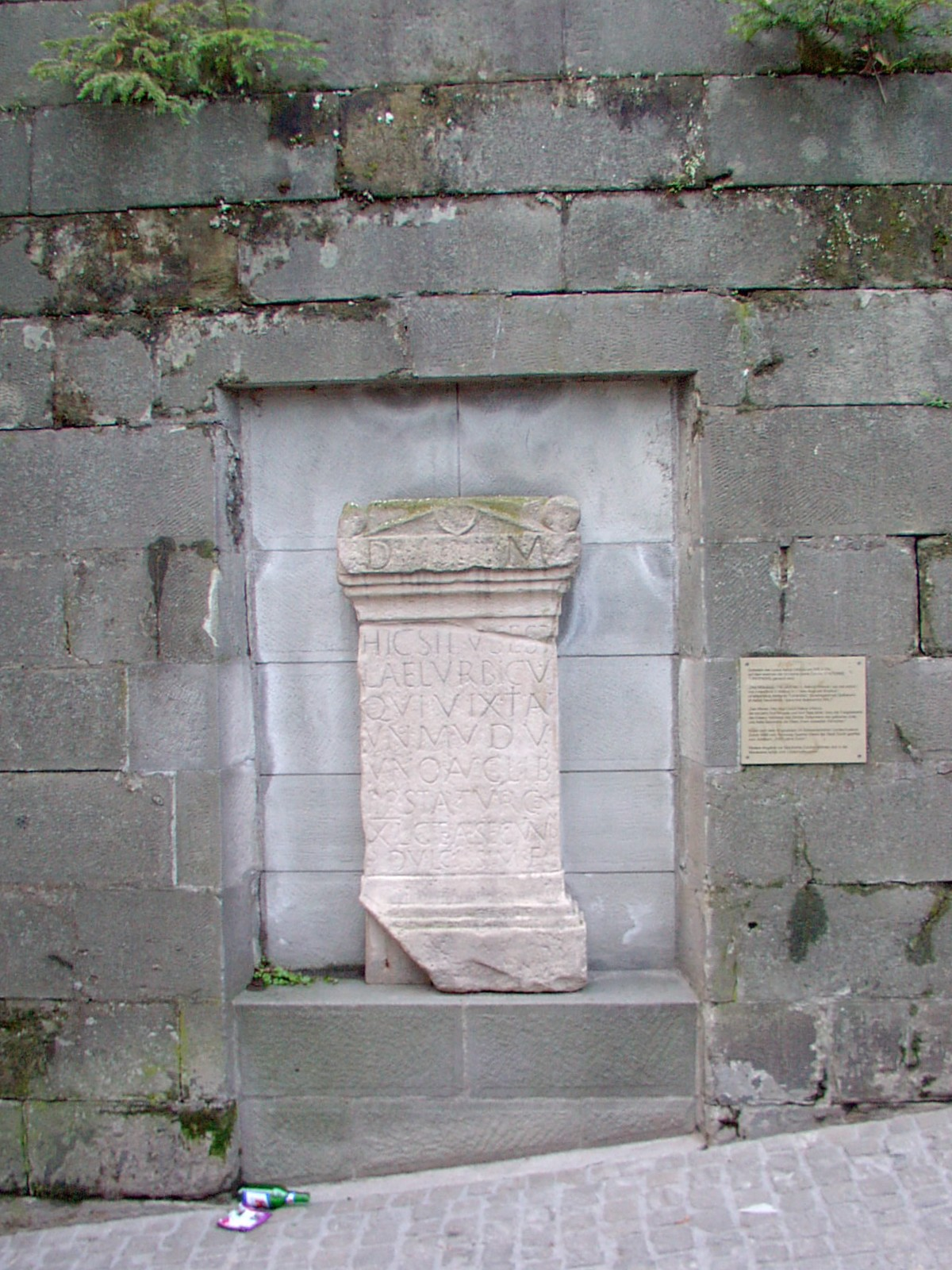
Копия надгробия Люция Элия
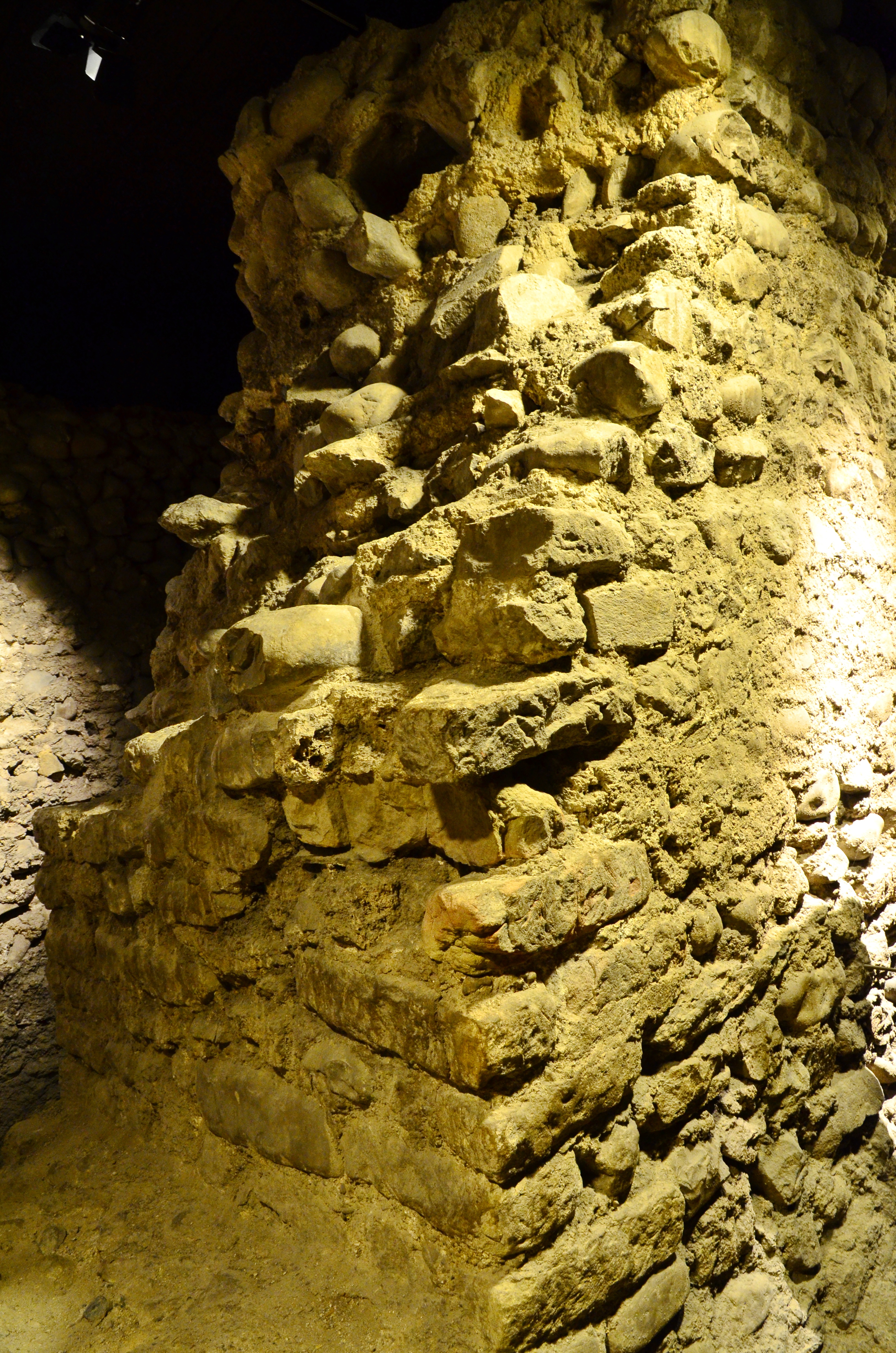
Остатки крепостной стены